# Ambt Montfort (drostambt)

Het ambt Montfort als deel van Opper-Gelre tussen 1473 en 1713, strekkende van Belfeld tot Nieuwstadt

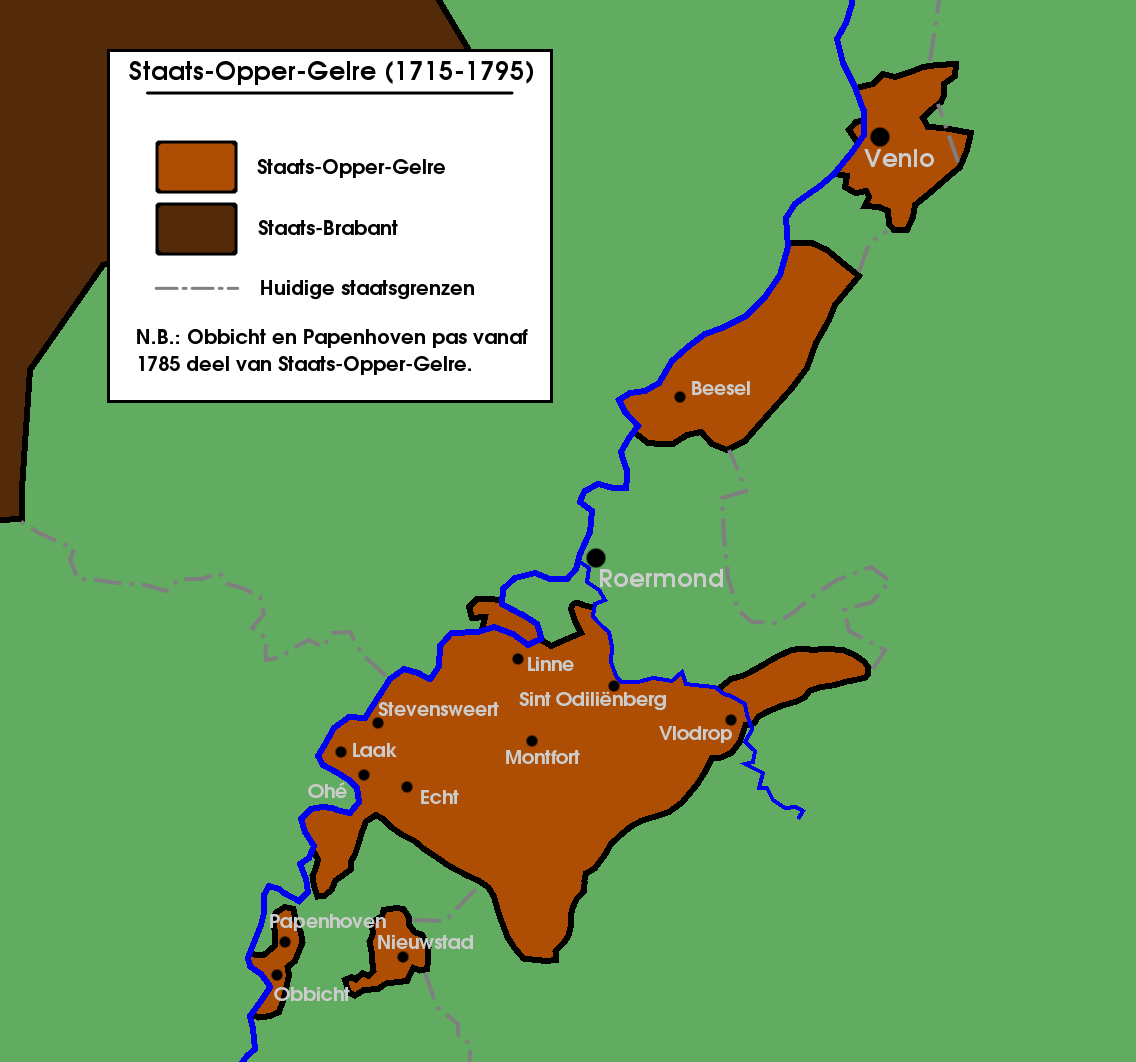
Staats-Opper-Gelre na het sluiten van het Barrièretractaat in 1715. Naast Venlo met het fort Sint-Michiel vormde het voormalige ambt Montfort er het hoofdbestanddeel van. Obbicht en Papenhoven werden hieraan toegevoegd ten gevolge van het Verdrag van Fontainebleau in 1785.

Ambt Montfort was het meest zuidelijk gelegen ambt (een bestuurlijk en administratief gebied) binnen Opper-Gelre, wat op zijn beurt het meest zuidelijk kwartier was van het hertogdom Gelre. Het was gelegen aan de zuidoostkant van het huidige Nederlands Midden-Limburg en strekte zich uit op de rechteroever van de Maas van Belfeld onder Venlo tot Obbicht en Nieuwstadt (maar zonder Roermond, sinds 1547 de hoofdstad van Opper-Gelre). Dit bestuursdistrict rond het Kasteel Montfort vormde aldus het zuidelijkste machtscentrum van het hertogdom Gelre (1473-1713). Vanaf 1715 kwam het gebied in Staats-Gelderse handen, met uitzondering van Asselt, Elmpt en Swalmen, die Oostenrijks werden.

## Geschiedenis

### Ontstaan

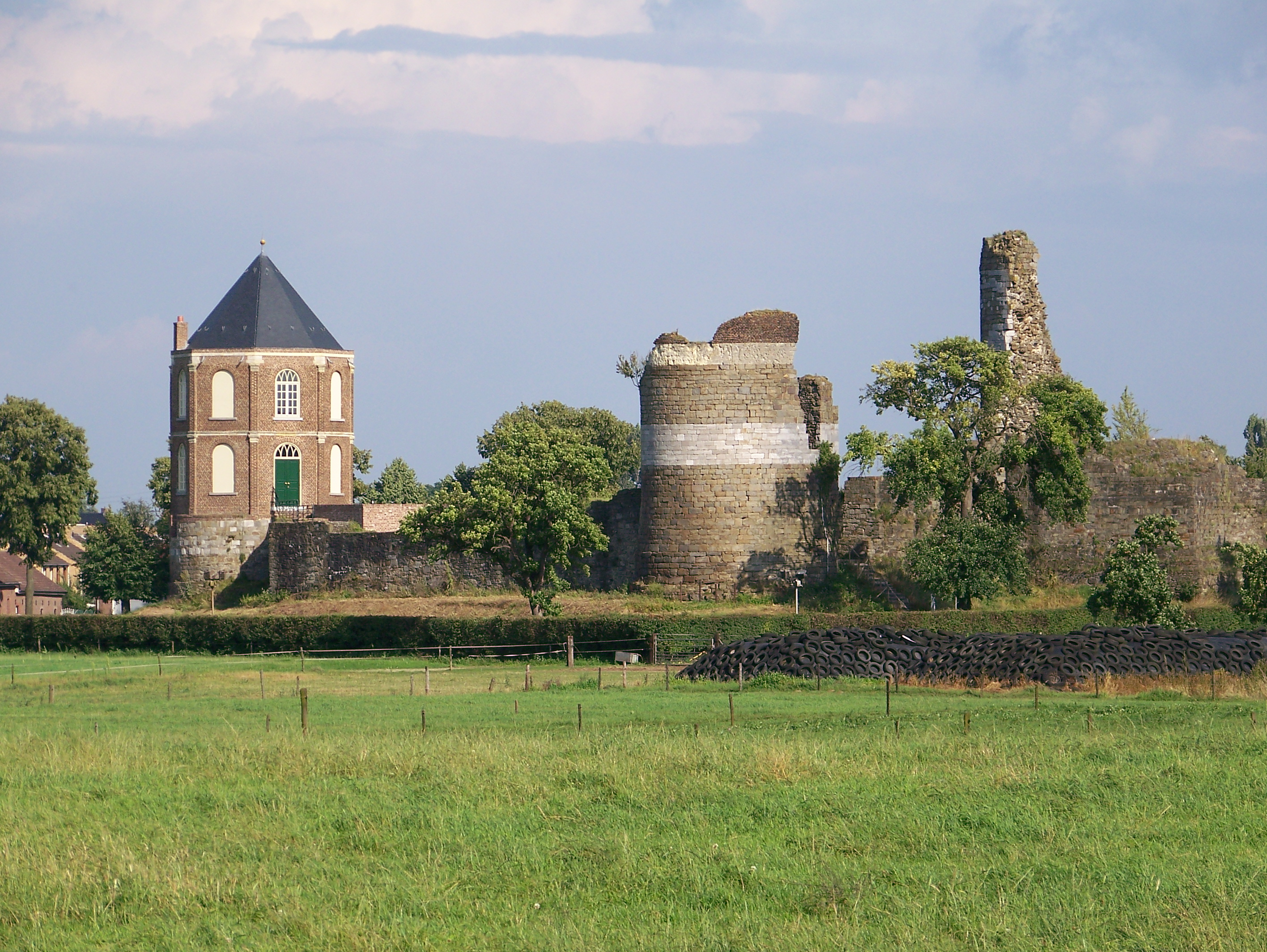
De ruïnes van Kasteel Montfort

Het oorspronkelijke gebied aan de oostkant van de Maas en de zuidkant van de Roer, tot en met Vlodrop, Echt en Elsene (Nieuwstadt) (maar zonder Susteren), kwam halverwege de 13e eeuw in handen van Hendrik III van Gelre (overl. 1285), jongste zoon van graaf Gerard III van Gelre en bisschop van Luik (1247-1274). Hendrik liet hier rond het jaar 1260 een kasteel bouwen dat de naam 'Montfort' kreeg en hij liet zich ook aanduiden als Heer van Montfort.  Op 12 december 1277 vaardigde Hendrik een oorkonde uit, waarbij hij zijn neef Reinoud I, graaf van Gelre, als erfgenaam aanwees van deze heerlijkheid, toen bestaande uit het kasteel Montfort met de stad Elsene (Nieuwstadt), het dorp  Linne, en de  omliggende villae Echt, Vlodrop, Roosteren, Posterholt en Odiliënberg. Daarmee werd de heerlijkheid een ambt binnen het graafschap Gelre, dat in 1339 werd verheven tot het hertogdom Gelre.  
Vanaf de 14e eeuw werd kasteel Montfort het administratieve centrum van een van de acht ambten van het Gelders Overkwartier of Opper-Gelre. De benaming ambt was de aanduiding van de regionale bestuurlijke lagen of districten binnen het Overkwartier. De ambten werden op hun beurt opgedeeld in een aantal schepenbanken, die het bestuur uitoefenden van heerlijkheden. Zij waren als lokale bestuurslaag te vergelijken met de huidige gemeenten.

### Indeling
Het ambt Montfort bestond in de 16e eeuw uit de heerlijkheden Asselt, Beesel, Belfeld, Echt (met Ohé en Laak), Elmpt, Linne, Maasbracht, Montfort, Nieuwstadt, Posterholt, Roosteren, Sint Odiliënberg, Swalmen en Vlodrop. Vanaf 1715 kwam het gebied in Staats-Gelderse handen, met uitzondering van Asselt, Elmpt en Swalmen, die Oostenrijks werden. 

### Vererving
Het ambt Montfort kwam in de 16e eeuw via vererving aan het Huis Habsburg, dat ook het koningschap van Spanje vervulde. In 1649 werd het als gevolg van de Vrede van Münster door Filips IV van Spanje afgestaan aan Willem II van Oranje. In 1732 werd het bij de verdeling van de erfenis van zijn opvolger, Willem III van Oranje, afgestaan aan de koning van Pruisen. In 1769 verkocht Frederik II van Pruisen het ambt weer aan Willem V van Oranje. Opper-Gelre, waar het ambt deel van uitmaakte, was een leengoed van de keizer van Duitsland. In 1715 werd dit recht door keizer Karel VI in het tweede barrièretraktaat afgestaan aan de Republiek der Zeven Verenigde Nederlanden, met uitzondering van de dorpen Swalmen en Elmpt, die Karel VI behield en bij de Oostenrijkse Nederlanden gevoegd werden.

### Tachtigjarige Oorlog

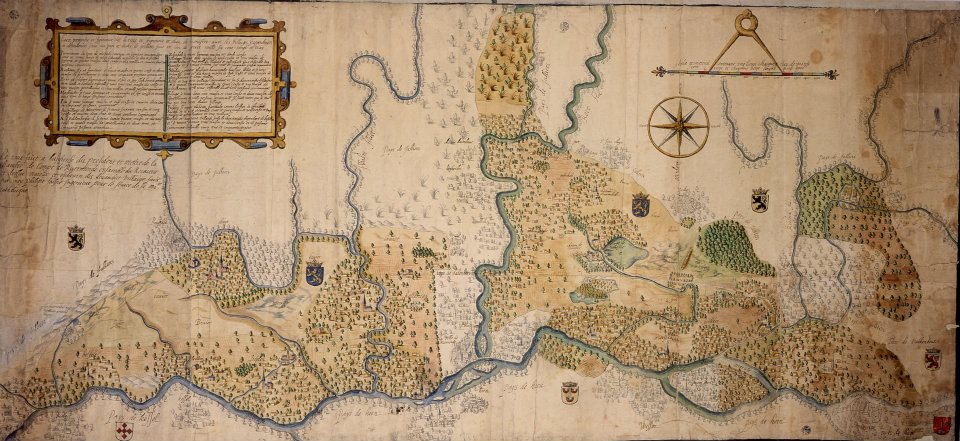
Plattegrond van het ambt Montfort in 1623

Het ambt Montfort leed tijdens de Tachtigjarige Oorlog zwaar onder plunderingen door zowel het Staatse als het Spaanse leger. Vooral de Spanjaarden hielden er van december 1590 tot maart 1591 flink huis, toen verschillende troepen gelegerd waren in Stevensweert en omgeving. In de zomer van 1591 trokken plunderende Spaanse troepen door het ambt Montfort om vanuit Maastricht deel te nemen aan het Beleg van Knodsenburg. Veel mensen vluchtten naar Maaseik en Karken in het hertogdom Gulik, maar overleden na terugkomst alsnog aan besmettelijke ziekten als gevolg van de ellende. In een later stadium van de oorlog, in 1633, legden de Spanjaarden in Stevensweert een vesting aan, om land- en waterwegen in de omgeving beter te kunnen controleren.

### Opheffing
Na de bezetting door de Fransen in 1794 kwam er een einde aan het Overkwartier en daarmee ook aan het ambt Montfort en de hieronder vallende heerlijkheden. De Fransen deelden het gebied voor het eerst op in gemeenten.

## Gemeente
De naam Ambt Montfort werd ter herinnering aan dit historische gebied van 1994 tot 2007 opnieuw gebruikt voor een gemeente, die echter slechts een gedeelte van het vroegere ambt Montfort omvat. Zie: Ambt Montfort (gemeente).